# Sainte-Croix-Vallée-Française
Pour les articles homonymes, voir Sainte-Croix.
Sainte-Croix-Vallée-Française est une commune française, située dans le sud-est du département de la Lozère, au cœur des Cévennes, en région Occitanie.
Exposée à un climat méditerranéen, elle est drainée par le Gardon de Sainte-Croix et par divers autres petits cours d'eau. Incluse dans les Cévennes, la commune possède un patrimoine naturel remarquable : deux sites Natura 2000 (la « vallée du Gardon de Mialet » et « les Cévennes ») et trois zones naturelles d'intérêt écologique, faunistique et floristique.
Sainte-Croix-Vallée-Française est une commune rurale qui compte 305 habitants en 2022, après avoir connu un pic de population de 894 habitants en 1831.  Ses habitants sont appelés les Saint-Crussais ou  Saint-Crussaises.

## Géographie

### Localisation
Sainte-Croix-Vallée-Française est située dans le sud du département de la Lozère et plus précisément dans le parc national des Cévennes. Elle est limitrophe du département du Gard.

### Communes limitrophes
Les communes limitrophes sont Saint-Martin-de-Lansuscle, Saint-Germain-de-Calberte, Moissac-Vallée-Française, Saint-André-de-Valborgne, Gabriac et Molezon.
| Molezon | Saint-Martin-de-Lansuscle       |                           |
| Gabriac | Sainte-Croix-Vallée-Française   | Saint-Germain-de-Calberte |
|         | Saint-André-de-Valborgne (Gard) | Moissac-Vallée-Française  |

### Hydrographie
Elle est traversée par le Gardon de Sainte-Croix.

### Climat
Pour des articles plus généraux, voir Climat de l'Occitanie et Climat de la Lozère.
En 2010, le climat de la commune est de type climat méditerranéen franc, selon une étude s'appuyant sur une série de données couvrant la période 1971-2000. En 2020, Météo-France publie une typologie des climats de la France métropolitaine dans laquelle la commune est exposée à un climat de montagne ou de marges de montagne et est dans une zone de transition entre les régions climatiques « Provence, Languedoc-Roussillon » et « Sud-est du Massif Central ».
Pour la période 1971-2000, la température annuelle moyenne est de 12,5 °C, avec une amplitude thermique annuelle de 16,6 °C. Le cumul annuel moyen de précipitations est de 1 422 mm, avec 8,7 jours de précipitations en janvier et 4,4 jours en juillet. Pour la période 1991-2020, la température moyenne annuelle observée sur la station météorologique la plus proche, située sur la commune de Bassurels à 9 km à vol d'oiseau, est de 9,1 °C et le cumul annuel moyen de précipitations est de 1 510,8 mm,. Pour l'avenir, les paramètres climatiques de la commune estimés pour 2050 selon différents scénarios d'émission de gaz à effet de serre sont consultables sur un site dédié publié par Météo-France en novembre 2022.

### Milieux naturels et biodiversité

#### Espaces protégés
La protection réglementaire est le mode d’intervention le plus fort pour préserver des espaces naturels remarquables et leur biodiversité associée,.
Dans ce cadre, la commune fait partie de la zone cœur du Parc national des Cévennes. Ce  parc national, créé en 1967, est un territoire de moyenne montagne formé de cinq entités géographiques : le massif de l'Aigoual, le causse Méjean avec les gorges du Tarn et de la Jonte, le mont Lozère, les vallées cévenoles ainsi que le piémont cévenol.
Les Cévennes sont également un territoire reconnu réserve de biosphère par l'UNESCO en 1985 pour la mosaïque de milieux naturels qui la composent et qui abritent une biodiversité exceptionnelle, avec 2 400 espèces animales, 2 300 espèces de plantes à fleurs et de fougères, auxquelles s’ajoutent d’innombrables mousses, lichens, champignons,.

#### Réseau Natura 2000

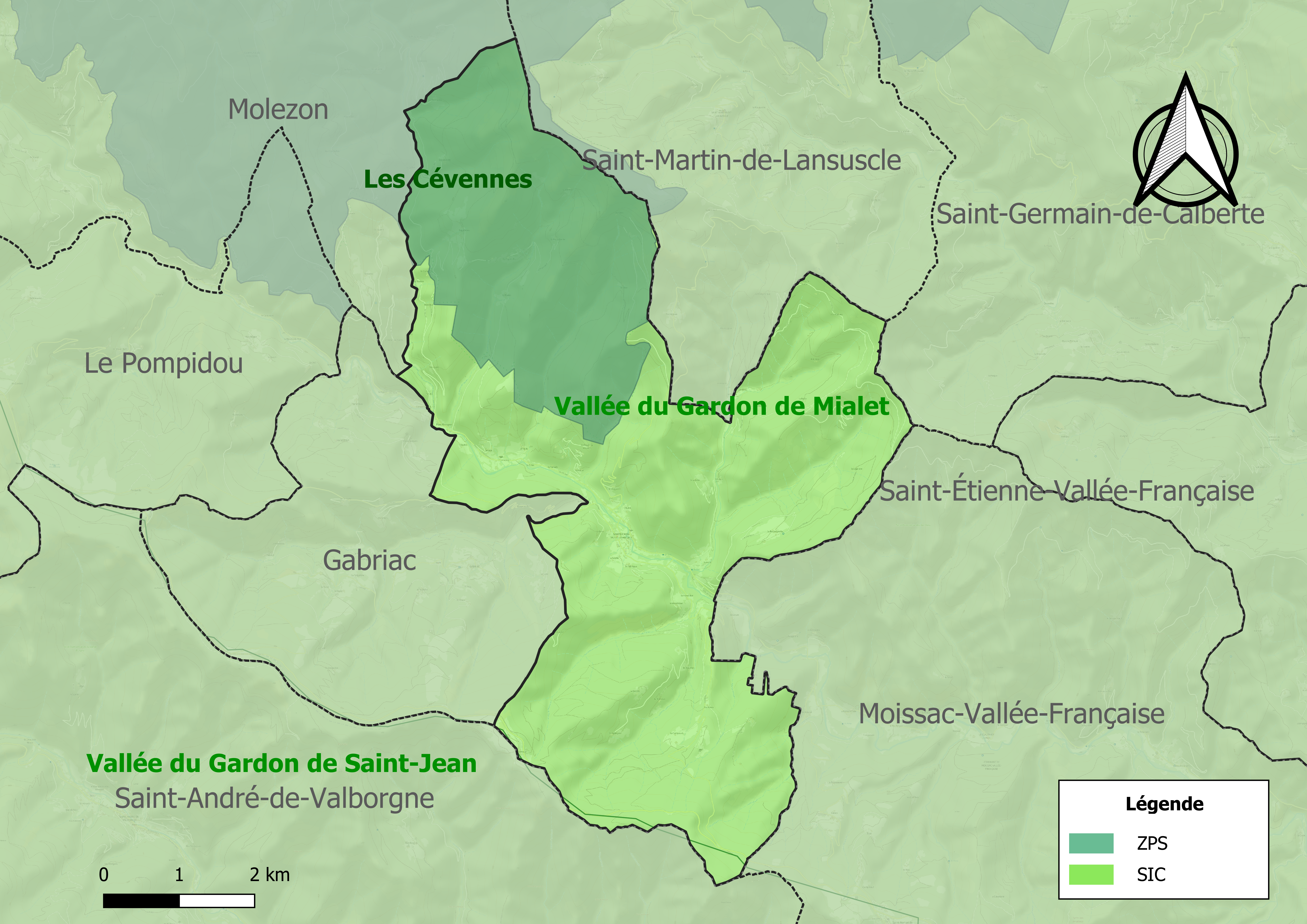
Site Natura 2000 sur le territoire communal.

Le réseau Natura 2000 est un réseau écologique européen de sites naturels d'intérêt écologique élaboré à partir des directives habitats et oiseaux, constitué de zones spéciales de conservation (ZSC) et de zones de protection spéciale (ZPS).
Un site Natura 2000 a été défini sur la commune au titre de la directive habitats :
- la « vallée du Gardon de Mialet », d'une superficie de 23 371 ha, abritant des populations de poissons d'intérêt communautaire, notamment le Barbeau méridional (Barbus meridionalis), mais aussi le Castor et l'Écrevisse à pattes blanches[15]

et un au titre de la directive oiseaux : 
- « les Cévennes », d'une superficie de 92 044 ha, correspondant précisément à la zone centrale du parc national des Cévennes et rassemblant plusieurs ensembles distincts. La diversité des milieux et des paysages permet le maintien d'une avifaune riche et diversifiée : au total, 135 espèces d'oiseaux, dont 22 inscrites à l'annexe 1 de la directive 79-409-CEE, recensées dans la zone centrale du parc, dont une vingtaine d'espèces de rapaces diurnes et sept nocturnes[16].

#### Zones naturelles d'intérêt écologique, faunistique et floristique
L’inventaire des zones naturelles d'intérêt écologique, faunistique et floristique (ZNIEFF) a pour objectif de réaliser une couverture des zones les plus intéressantes sur le plan écologique, essentiellement dans la perspective d’améliorer la connaissance du patrimoine naturel national et de fournir aux différents décideurs un outil d’aide à la prise en compte de l’environnement dans l’aménagement du territoire.
Deux ZNIEFF de type 1 sont recensées sur la commune :
le « Gardon de Sainte-Croix » (231 ha), couvrant 7 communes du département, et 
le « versant sud du Gardon de Sainte-Croix » (1 196 ha), couvrant 2 communes du département
et une ZNIEFF de type 2, : 
les « Hautes vallées des Gardons » (73 898 ha), couvrant 48 communes dont 27 dans le Gard et 21 dans la Lozère.

Cartes des ZNIEFF de type 1 et 2 à Sainte-Croix-Vallée-Française.
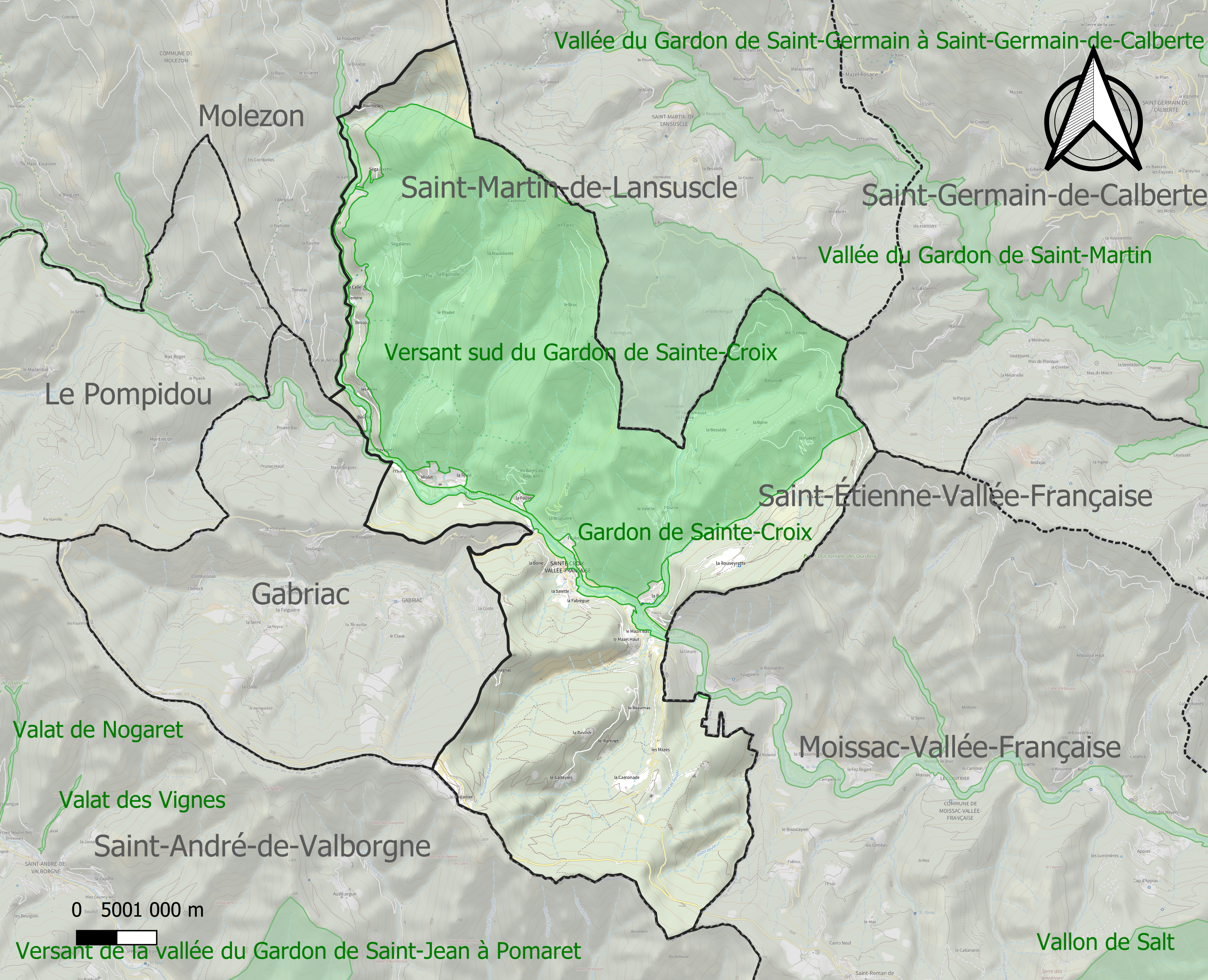
Carte des ZNIEFF de type 1 sur la commune.
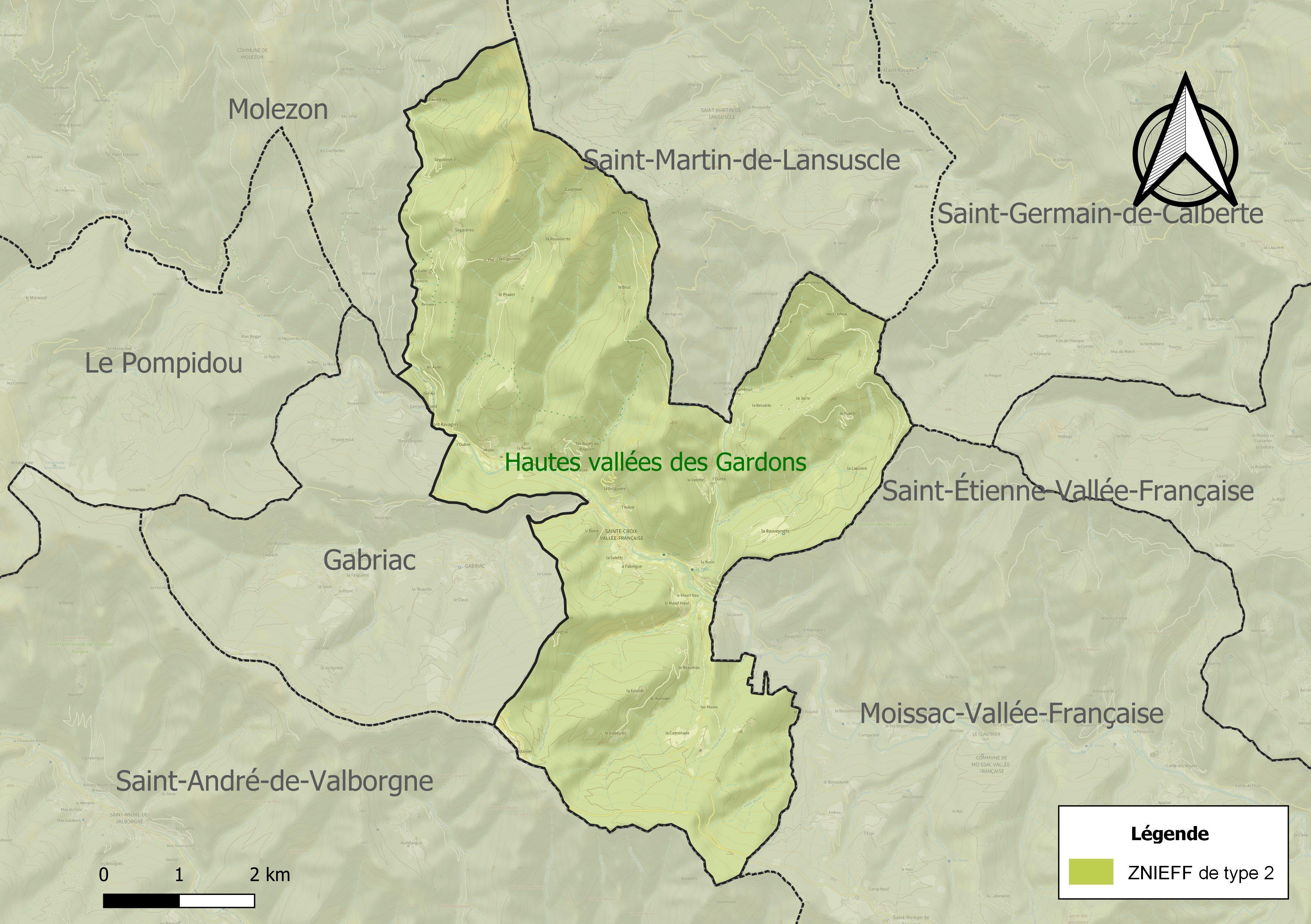
Carte de la ZNIEFF de type 2 sur la commune.

## Urbanisme

### Typologie
Au 1er janvier 2024, Sainte-Croix-Vallée-Française est catégorisée commune rurale à habitat très dispersé, selon la nouvelle grille communale de densité à sept niveaux définie par l'Insee en 2022.
Elle est située hors unité urbaine et hors attraction des villes,.

### Occupation des sols
L'occupation des sols de la commune, telle qu'elle ressort de la base de données européenne d’occupation biophysique des sols Corine Land Cover (CLC), est marquée par l'importance des forêts et milieux semi-naturels (95,6 % en 2018), en diminution par rapport à 1990 (96,7 %). La répartition détaillée en 2018 est la suivante : 
forêts (76,7 %), milieux à végétation arbustive et/ou herbacée (18,9 %), prairies (4,4 %). L'évolution de l’occupation des sols de la commune et de ses infrastructures peut être observée sur les différentes représentations cartographiques du territoire : la carte de Cassini (XVIIIe siècle), la carte d'état-major (1820-1866) et les cartes ou photos aériennes de l'IGN pour la période actuelle (1950 à aujourd'hui).

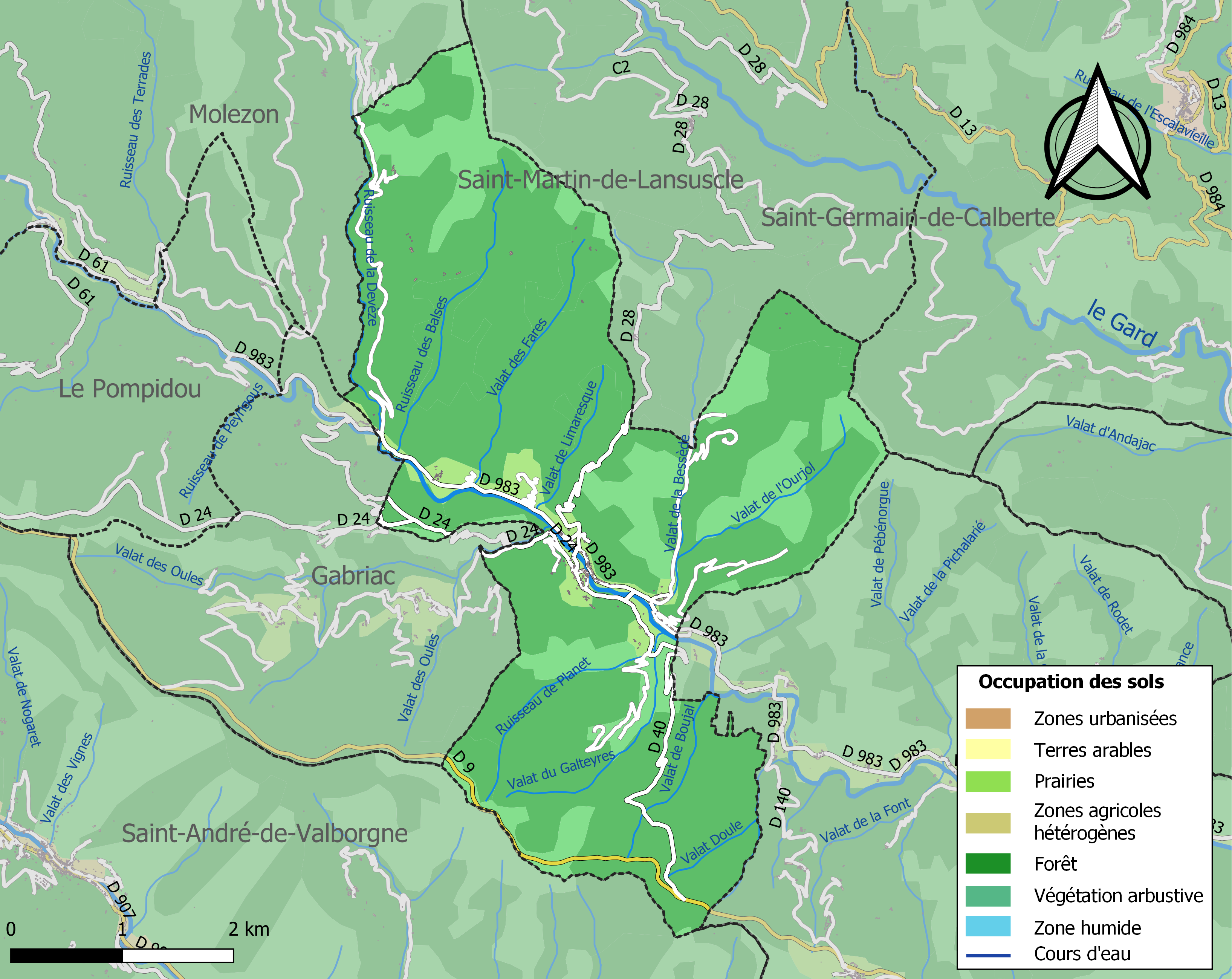
Carte des infrastructures et de l'occupation des sols de la commune en 2018 (CLC).

### Risques majeurs
Le territoire de la commune de Sainte-Croix-Vallée-Française est vulnérable à différents aléas naturels : météorologiques (tempête, orage, neige, grand froid, canicule ou sécheresse), inondations, feux de forêts, mouvements de terrains et séisme (sismicité faible). Un site publié par le BRGM permet d'évaluer simplement et rapidement les risques d'un bien localisé soit par son adresse soit par le numéro de sa parcelle.
Certaines parties du territoire communal sont susceptibles d’être affectées par le risque d’inondation par débordement de cours d'eau, notamment le Gardon de Sainte-Croix. La commune a été reconnue en état de catastrophe naturelle au titre des dommages causés par les inondations et coulées de boue survenues en 1982, 1992, 1994, 2003, 2011, 2014 et 2020,.
Sainte-Croix-Vallée-Française est exposée au risque de feu de forêt. Un plan départemental de protection des forêts contre les incendies (PDPFCI) a été approuvé en décembre 2014 pour la période 2014-2023. Les mesures individuelles de prévention contre les incendies sont précisées par divers arrêtés préfectoraux et s’appliquent dans les zones exposées aux incendies de forêt et à moins de 200 mètres de celles-ci. L’arrêté du 23 mars 2018, complété par un arrêté de 2020, réglemente l'emploi du feu en interdisant notamment d’apporter du feu, de fumer et de jeter des mégots de cigarette dans les espaces sensibles et sur les voies qui les traversent sous peine de sanctions. L'arrêté du 23 août 2021, abrogeant un arrêté de 2002, rend le débroussaillement obligatoire, incombant au propriétaire ou ayant droit,,.

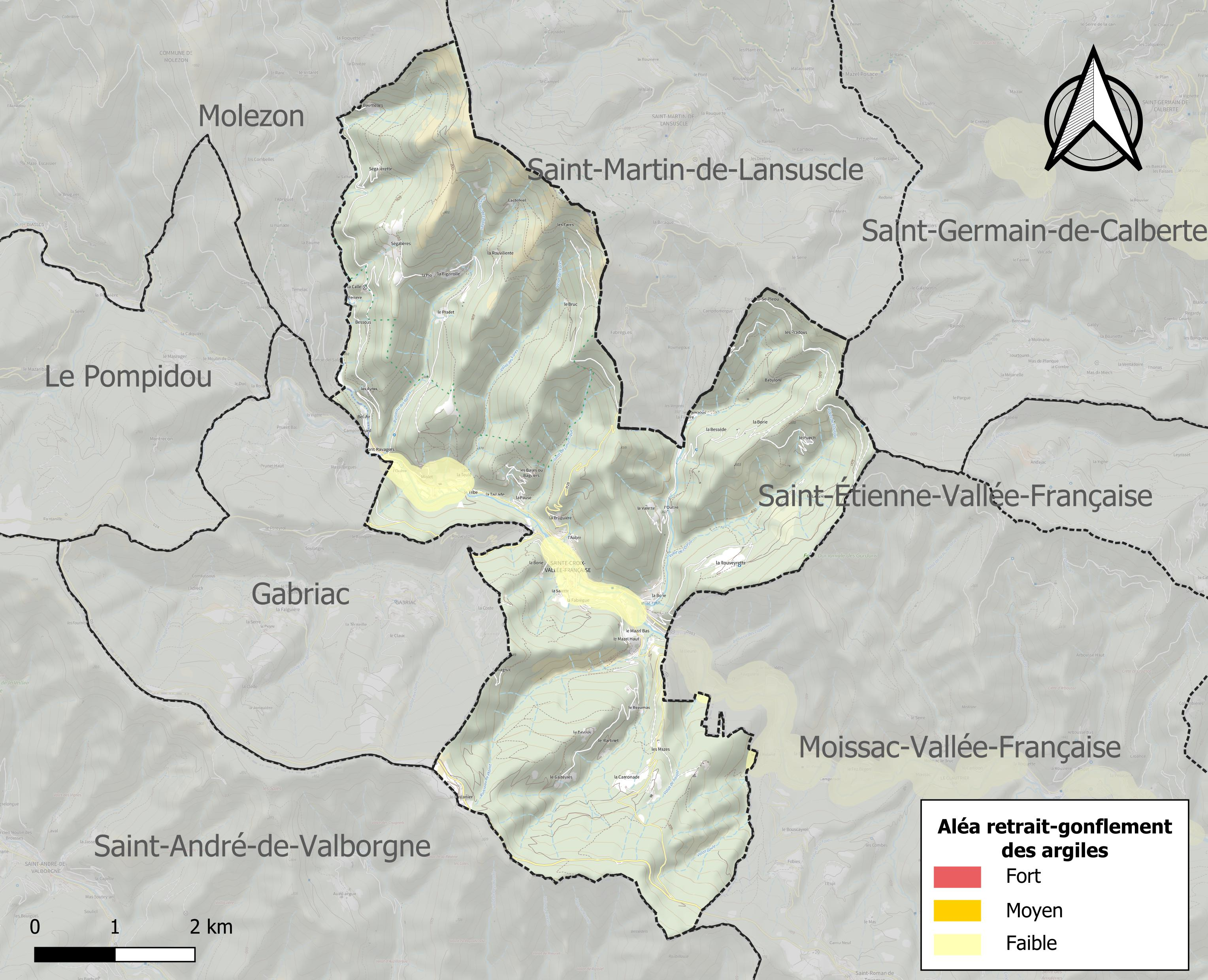
Carte des zones d'aléa retrait-gonflement des sols argileux de Sainte-Croix-Vallée-Française.

Les mouvements de terrains susceptibles de se produire sur la commune sont des éboulements, chutes de pierres et de blocs et des glissements de terrain.
Le retrait-gonflement des sols argileux est susceptible d'engendrer des dommages importants aux bâtiments en cas d’alternance de périodes de sécheresse et de pluie. Aucune partie du territoire de la commune n'est en aléa moyen ou fort (15,8 % au niveau départemental et 48,5 % au niveau national). Sur les 206 bâtiments dénombrés sur la commune en 2019,  aucun n'est en aléa moyen ou fort, à comparer aux 14 % au niveau départemental et 54 % au niveau national. Une cartographie de l'exposition du territoire national au retrait gonflement des sols argileux est disponible sur le site du BRGM,.
Par ailleurs, afin de mieux appréhender le risque d’affaissement de terrain, l'inventaire national des cavités souterraines permet de localiser celles situées sur la commune.

## Histoire
Au cours de la Révolution française, la commune, alors nommée simplement Sainte-Croix, porte le nom de Centre-de-Vallée-Française. C'est en 1958 qu'est adopté le nom de Sainte-Croix-Vallée-Française.

## Politique et administration

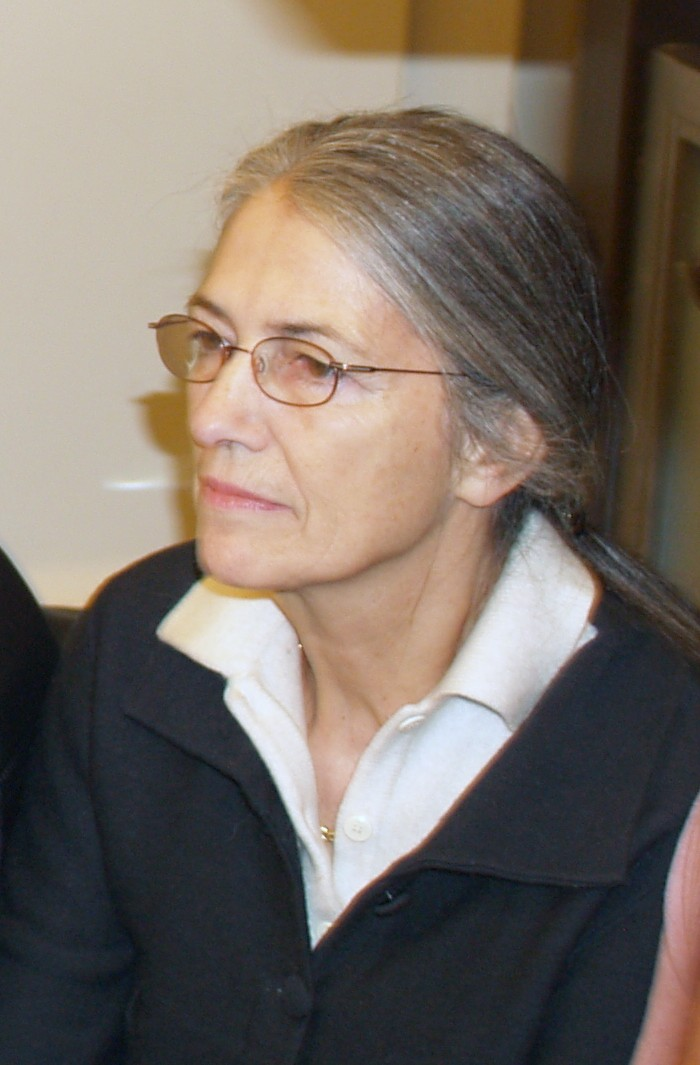
Michèle Manoa lors d'une réunion d'Europe Écologie avant les élections régionales de 2010.

| Période    | Période  | Identité          | Étiquette   | Qualité                                                                 |
| ---------- | -------- | ----------------- | ----------- | ----------------------------------------------------------------------- |
| avant 1988 | 1989     | Michel Monod      | PSU puis PS | Médecin, conseiller général du Canton de Barre-des-Cévennes (1968-1992) |
| 1989       | 2001     | Guy Affortit      |             | Artisan                                                                 |
| 2001       | 2003     | Philippe Dampérat | Les Verts   |                                                                         |
| 2003       | 2014     | Michèle Manoa     | EELV        | Conseillère générale                                                    |
| 2014       | en cours | Jean Hannart      | DVG         | Artisan                                                                 |

## Démographie
| 1793 | 1800 | 1806 | 1821 | 1831 | 1836 | 1841 | 1846 | 1851 |
| ---- | ---- | ---- | ---- | ---- | ---- | ---- | ---- | ---- |
| 714  | 671  | 828  | 818  | 894  | 866  | 835  | 837  | 855  |

| 1856 | 1861 | 1866 | 1872 | 1876 | 1881 | 1886 | 1891 | 1896 |
| ---- | ---- | ---- | ---- | ---- | ---- | ---- | ---- | ---- |
| 830  | 692  | 682  | 755  | 752  | 705  | 700  | 647  | 635  |

| 1901 | 1906 | 1911 | 1921 | 1926 | 1931 | 1936 | 1946 | 1954 |
| ---- | ---- | ---- | ---- | ---- | ---- | ---- | ---- | ---- |
| 610  | 564  | 569  | 525  | 506  | 465  | 439  | 397  | 337  |

| 1962 | 1968 | 1975 | 1982 | 1990 | 1999 | 2006 | 2011 | 2016 |
| ---- | ---- | ---- | ---- | ---- | ---- | ---- | ---- | ---- |
| 251  | 277  | 299  | 307  | 312  | 279  | 305  | 327  | 279  |

| 2021 | 2022 | - | - | - | - | - | - | - |
| ---- | ---- | - | - | - | - | - | - | - |
| 294  | 305  | - | - | - | - | - | - | - |

## Économie

### Revenus
En 2018, la commune compte 143 ménages fiscaux, regroupant 279 personnes. La médiane du revenu disponible par unité de consommation est de 15 610 € (20 420 € dans le département).

### Emploi
|                | 2008   | 2013   | 2018   |
| -------------- | ------ | ------ | ------ |
| Commune        | 13,5 % | 10,7 % | 15,3 % |
| Département    | 5 %    | 6,4 %  | 7,1 %  |
| France entière | 8,3 %  | 10 %   | 10 %   |

En 2018, la population âgée de 15 à 64 ans s'élève à 160 personnes, parmi lesquelles on compte 71,4 % d'actifs (56,1 % ayant un emploi et 15,3 % de chômeurs) et 28,6 % d'inactifs,. Depuis 2008, le taux de chômage communal (au sens du recensement) des 15-64 ans est supérieur à celui de la France et du département.
La commune est hors attraction des villes,. Elle compte 116 emplois en 2018, contre 124 en 2013 et 117 en 2008. Le nombre d'actifs ayant un emploi résidant dans la commune est de 93, soit un indicateur de concentration d'emploi de 124,8 % et un taux d'activité parmi les 15 ans ou plus de 50,7 %.
Sur ces 93 actifs de 15 ans ou plus ayant un emploi, 63 travaillent dans la commune, soit 68 % des habitants. Pour se rendre au travail, 74 % des habitants utilisent un véhicule personnel ou de fonction à quatre roues, 8,3 % s'y rendent en deux-roues, à vélo ou à pied et 17,7 % n'ont pas besoin de transport (travail au domicile).

## Culture locale et patrimoine

### Lieux et monuments
- Le temple protestant de Sainte-Croix-Vallée-Française, vaste et bien éclairé, qui sert également pour des concerts.
- L'ancien château abrite l'école communale.
- L'église de l'Exaltation-de-la-Sainte-Croix de Sainte-Croix-Vallée-Française datant du XIe siècle est, à l'origine, la chapelle du château. Elle est bâtie en schiste et possède un clocher à peigne construit, lui, au XIXe siècle. Elle serait la plus ancienne du diocèse. Dédiée à la Croix du Christ, ce monument d'architecture romane a donné son nom au village.

### Personnalités liées à la commune
- Raymonde Anna Rey (1915-2001), écrivaine régionaliste née à Sainte-Croix-Vallée-Française.

### Vie locale
Chaque dimanche matin de l'année, un marché de producteurs locaux (produits autour de la châtaigne, plantes, miel, confitures, volailles, légumes, fruits, fromages, etc.) et d'artisans d'art (bijoux, poterie, vannerie, etc.) a lieu. En été, il accueille aussi des revendeurs et diverses animations artistiques.
De nombreuses associations, dont le foyer rural, animent le village. Une cartographie de la vie culturelle et artistique de la vallée est en cours de création.